# Діамантовий ювілей
Діамантовим ювілеєм відзначається 60-річчя значної події, пов'язаної з особою (наприклад, сходження на престол або весілля), або 60-річчя заснування установи . Цей термін також використовується для 75-річчя , хоча тривалість людського життя робить це використання більш поширеним для установ. 

## Західні монархії
Георг III помер за кілька місяців до свого діамантового ювілею в 1820 році. Діамантовий ювілей королеви Вікторії виповнився 22 червня 1897 року - 60 років її правління. Діамантовий ювілей королеви Єлизавети II відзначався в країнах Співдружності націй протягом усього 2012 року . Наступним рівнем ювілею став її платиновий ювілей у лютому 2022 року. 

## Азійські монархії
У Східній Азії діамантовий ювілей збігається з традиційним 60-річним статевим циклом, якому надається особливе значення, хоча зазвичай його не називають «діамантовим ювілеєм». Такі монархи, як китайські імператори Сюаньє та Хунлі, японський Імператор Сьова, проводили урочистості з нагоди 60-річчя свого правління, як і король Таїланду Пуміпон Адульядет 10 червня 2006 року.
Національні уряди також відзначають свої 60-річчя як діамантові ювілеї, як це зробила Республіка Корея в 2005 році і Китайська Народна Республіка в 2009 році. У Південній Азії цей термін також використовується для певних 100-денних ювілеїв. В індійській та пакистанській кіноіндустрії «діамантовим ювілеєм» називають фільм, який демонструвався в кінотеатрах протягом 100 днів і більше. 

## Африканські монархії
Найдовше в історії правлячий монарх Свазіленду Собуза II відсвяткував свій (60-річний) діамантовий ювілей у 1981 році, коли він отримав пряме правління.